# Hôtel de ville de Nantes
L'hôtel de ville de Nantes, en France, est un ensemble de bâtiments abritant le conseil municipal et les services administratifs de la commune. Limitée à l'origine au manoir de Derval (auquel il est parfois attribué la désignation d'hôtel de ville), l'appellation couvre les bâtiments contigus, notamment l'hôtel de Rosmadec et l'hôtel de Monti de Rezé.

## Historique

### Maison des Engins
En 1410, le duc Jean V de Bretagne autorise la création d'un conseil de ville, composé de bourgeois et de représentants du roi de France, du duc de Bretagne et de l'évêque de Nantes. Ce conseil se réunit dans la « maison des Engins », à l'angle nord-est de la place du Bouffay. Le nom de cette bâtisse vient de son utilisation pour le stockage du matériel de guerre de la ville. Cette maison est signalée en très mauvais état en 1471, puis en 1568, et sera finalement démolie en 1906. Au XXIe siècle, il n'en reste qu'un vestige : une cheminée placée sur le mur pignon nord de l'immeuble situé au no 2 de la place du Bouffay, lequel donne sur la rue des Échevins .

### Hôtel de la Prévôté
Lorsque le roi de France Charles VIII épouse Anne de Bretagne en décembre 1491, scellant l'union de la Bretagne à la France, il fait don au conseil de ville d'une maison pour y tenir les assemblées. Cette maison, l'« hôtel de la Prévôté », est située place du Change, à l'angle de la rue des Carmes et de la rue des Halles. L'immeuble offert est en très mauvais état. Les travaux de reconstruction effectués en 1494 permettent son agrandissement. En 1678, l'hôtel redevient propriété de l'État. En 1943, lors de la Seconde Guerre mondiale, des bombardements aériens alliés détruisent la partie nord de la rue des Halles, détruisant l'hôtel de la Prévôté dont il ne reste rien depuis.

### Maison Sainte-Catherine
L'hôtel de la Prévôté se révèle insuffisant pour abriter le conseil de ville et ses services. Des assemblées se tiennent parfois dans les couvents des Cordeliers ou des Jacobins. Le conseil, en 1532, loue un immeuble près de la porte Saint-Nicolas (au niveau de l'actuelle rue Du Couëdic), la « maison Sainte-Catherine ».

### Manoir de Derval

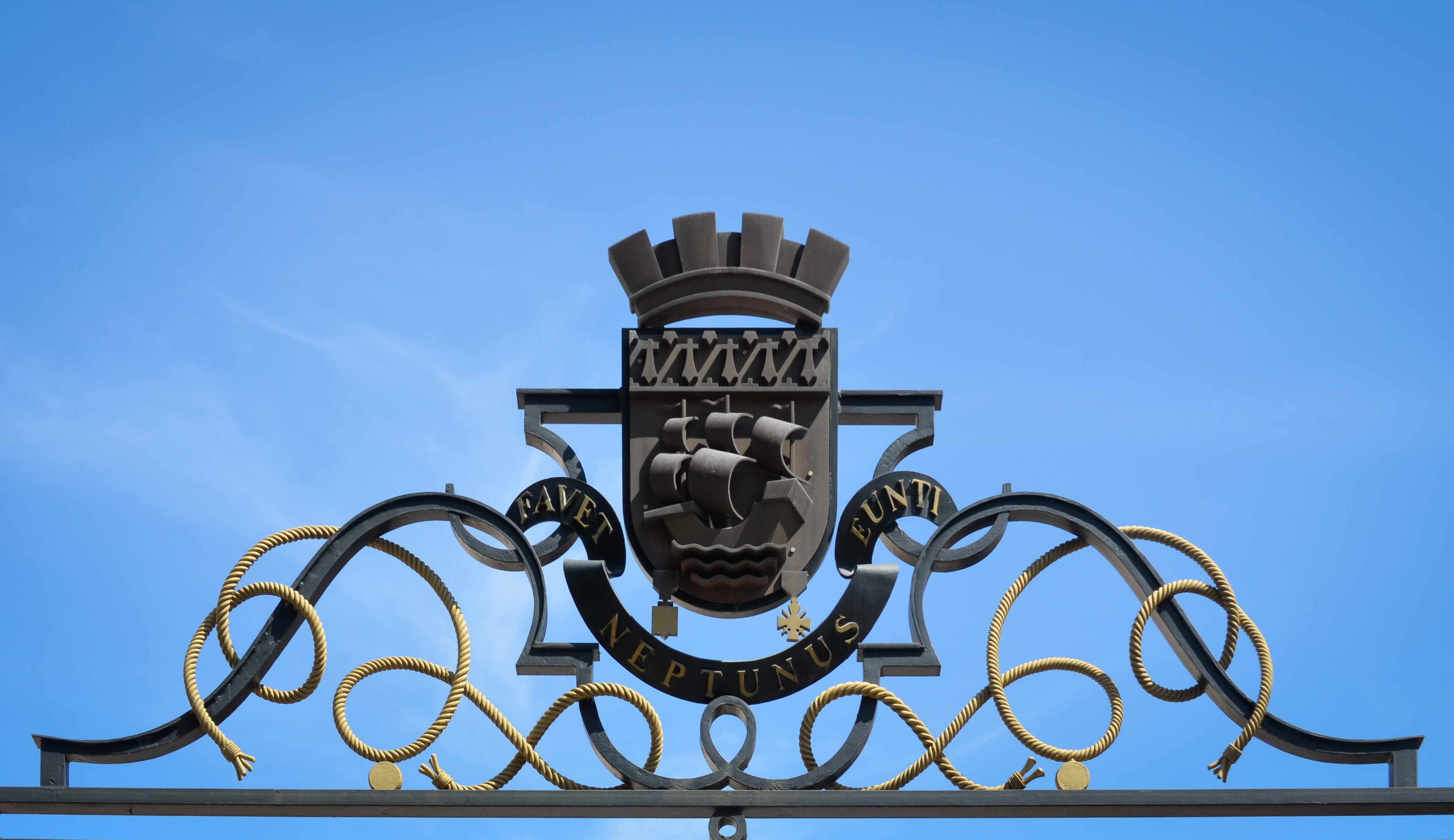
L'écu de la ville avec la devise latine Favet Neptunus Eunti au sommet du portail

En 1560, c'est le roi François II qui institue une assemblée de dix échevins élus et d'un procureur du roi. À la suite de cette création, les échevins demandent au roi l'autorisation de disposer d'un véritable hôtel de ville. Après accord, en 1566, du frère de François II, Charles IX, le conseil de ville choisit, en 1578, de s'installer dans un bâtiment du XVe siècle, le manoir de Derval. C'est à partir de celui-ci que l'actuel hôtel de ville va se développer.
Le manoir est modifié au début du XVIIe siècle, puis transformé en 1829 avec l'adjonction de l'aile orientale.
Au milieu du XIXe siècle, l'entrée de l'hôtel de ville est dégagée par la création de la rue de l'Hôtel-de-Ville, qui relie en ligne droite la rue de la Commune à l'Erdre, après destruction des habitations qui côtoyaient l'édifice municipal.
En 1901, les bâtiments des archives municipales de Nantes sont construits au fond du jardin de l'hôtel de ville ; l'entrée se fait rue Garde-Dieu.
En 1923, le conseil municipal décide d'étendre les bâtiments municipaux par l'acquisition de l'hôtel de Monti de Rezé (XVIIe siècle) et l'hôtel de Rosmadec (1653). Des aménagements intérieurs ont lieu en 1927 et 1932. L'arc de triomphe construit lors du Premier Empire  devant l'hôtel de Derval par Mathurin Peccot, et faisant office de portail d'entrée ayant été endommagé lors des bombardements de la Seconde Guerre mondiale, est rasé. Une grille en fer forgée le remplace en 1962.

## Architecture

### Hôtel de Derval
Les dimensions de la « maison des Dervallières », choisie comme site de l'assemblée municipale, sont modestes. Ancienne « hostellerie de la Belle image », la bâtisse, qui est appelée par la suite « maison de Bizart », puis « manoir de Derval », présente deux salles au rez-de-chaussée (la salle « Mellier » actuelle en fait partie), un étage comptant également deux salles, et des combles. Les différents niveaux sont reliés par un escalier à vis situé dans une tourelle.

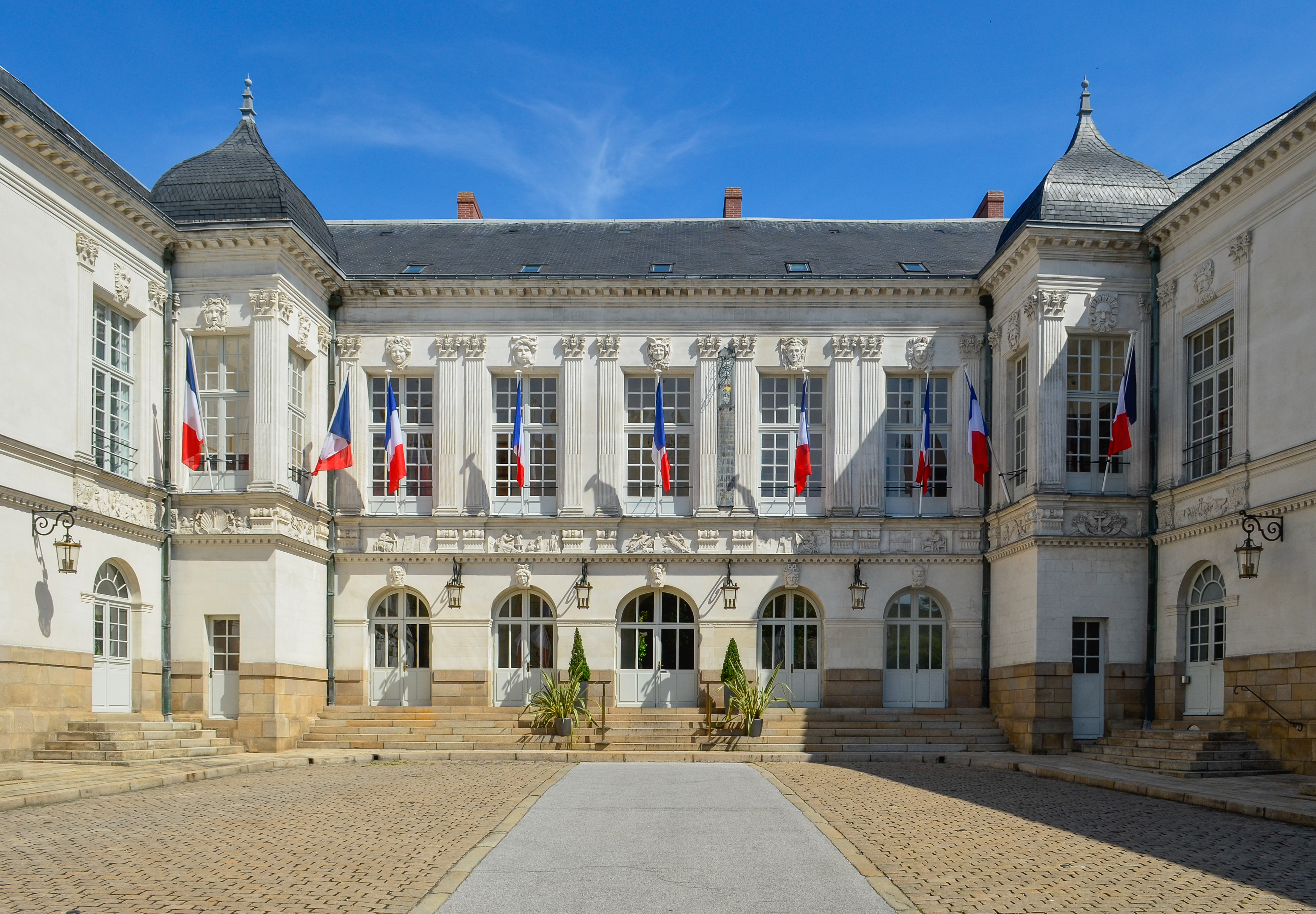
Façade de l'hôtel de Derval

À la demande de Claude de Cornulier (1568-1645), maire de 1605 à 1607, Élie Remigerau érige, devant le manoir, une galerie à arcades, qui devient la nouvelle façade du bâtiment, qui reçoit trois niches abritant des sculptures représentant la Foi, l'Espérance et la Charité. Une nouvelle aile est créée, côté ouest, avec une façade donnant sur la cour ornée de pilastres, inspirée de l'architecture antique.

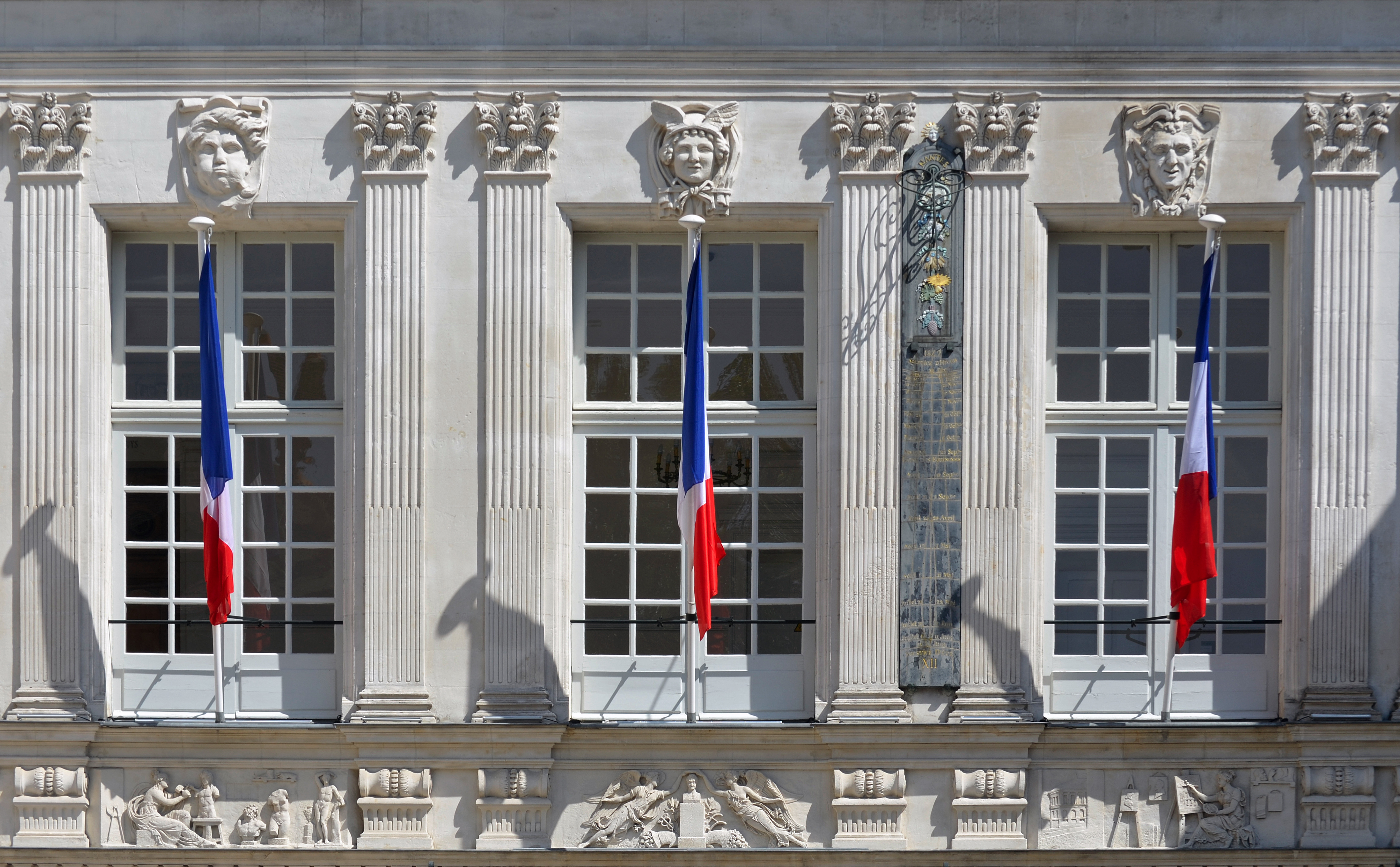
Détail de la façade de l'hôtel de Derval

De 1822 à 1829, François-Jean-Baptiste Ogée (1760-1845), architecte-voyer de la ville, dirige un programme de restauration et d'extension. Un escalier à deux volées est construit dans la dernière travée de l'aile ouest, permettant l'accès à la salle des Fêtes (actuelle salle du Conseil municipal). La façade sur rue de cette aile est reconstruite. L'aile orientale est créée, en symétrie avec l'aile occidentale. La cour d'Honneur de ce qui s'appelle désormais l'hôtel Derval est ainsi parachevée. Des tourelles d'angle couvertes en bulbe sur plan carré permettent de rendre esthétiques les points de jonction entre les bâtiments construits à des époques différentes.
En 1727, Jacques Goubert compose le jardin au nord de l'hôtel Derval, sur des plans de Jacques Gabriel (1667-1742), Premier architecte du Roi. Ce jardin est refait en 1800 et replanté en 1824.
Après la Seconde Guerre mondiale, le portail monumental est remplacé par une grille en fer forgé (1962), et l'escalier de l'aile ouest montant vers la salle du Conseil municipal est reconstruit.

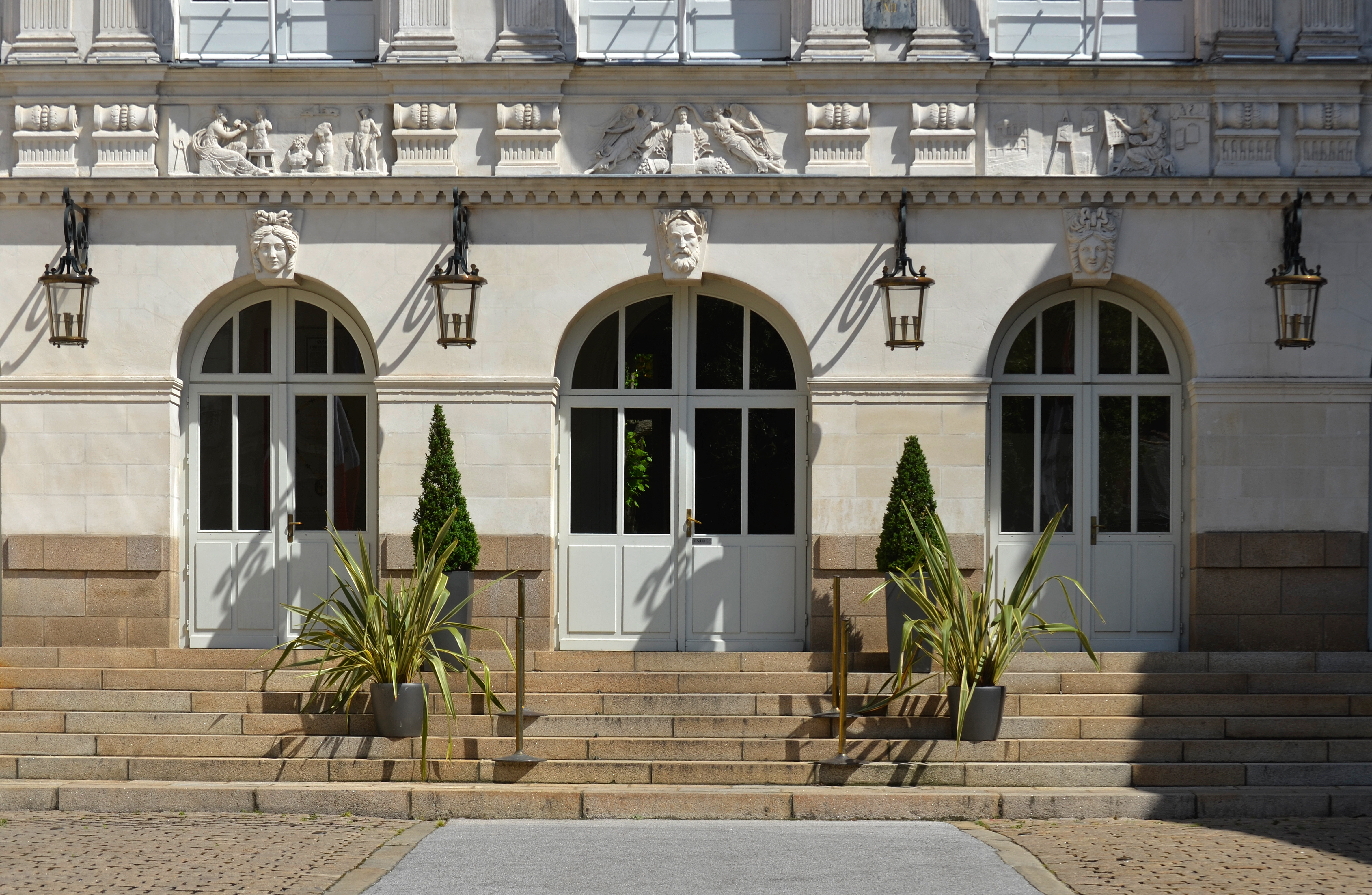
Détail de la façade de l'hôtel de Derval

### Hôtel Rosmadec

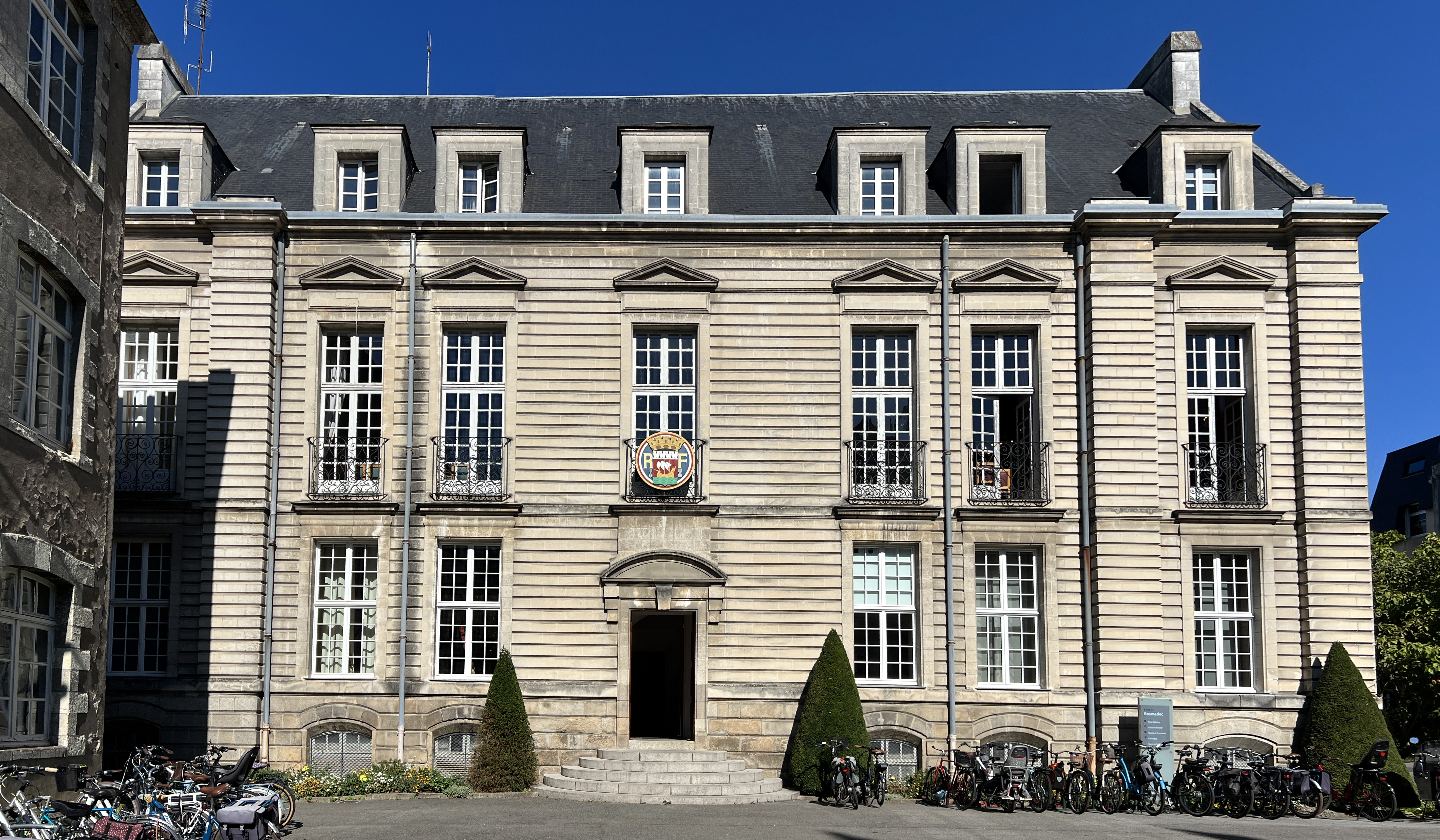
L'hôtel Rosmadec.

César de Renouard, seigneur des Drouges, trésorier général des États de Bretagne, cousin de Nicolas Fouquet, fait édifier le bâtiment par l'architecte Jacques Malherbe en 1653. Une tradition prétend que le surintendant Fouquet y a passé la dernière nuit avant son arrestation le 5 septembre 1661.
Passé à la famille d'Espinose, puis à la famille de Rosmadec en 1679, l'hôtel voit, à l'invitation du propriétaire de la maison, le marquis Sébastien de Rosmadec, se tenir les premières séances de l'Académie de médecine, fondée en 1727 par le maire de Nantes Gérard Mellier. 
C'est la famille de Rosmadec qui laisse son nom à l'hôtel, précédemment connu sous le nom d'hôtel des Drouges.
À la Révolution, la famille de Monti de Rezé, également propriétaire de l'hôtel de Monti de Rezé voisin, l'acquiert.
Par la suite, au milieu du XIXe siècle, la congrégation des Frères des écoles chrétiennes, dits « Ignorantins », s'y installe. Puis l'école Saint-Pierre y fait donner des cours, avant la loi de séparation des Églises et de l'État au début du XXe siècle. Durant la Seconde Guerre mondiale, l'hôtel sera le siège de la défense passive.
L'hôtel est construit dans un style classique, les refends composant la façade étant caractéristiques du style Louis XIII. Le bâtiment ayant été restauré en 1923, seule la façade côté jardin est d'origine. L'intérieur recèle un escalier à balustres, dont la décoration de la voûte, de style baroque, est inhabituelle à Nantes. Cet escalier a été restauré en 1936. La salle Paul-Bellamy y est aménagée dans un style Art déco depuis 1927.

### Hôtel de Monti de Rezé

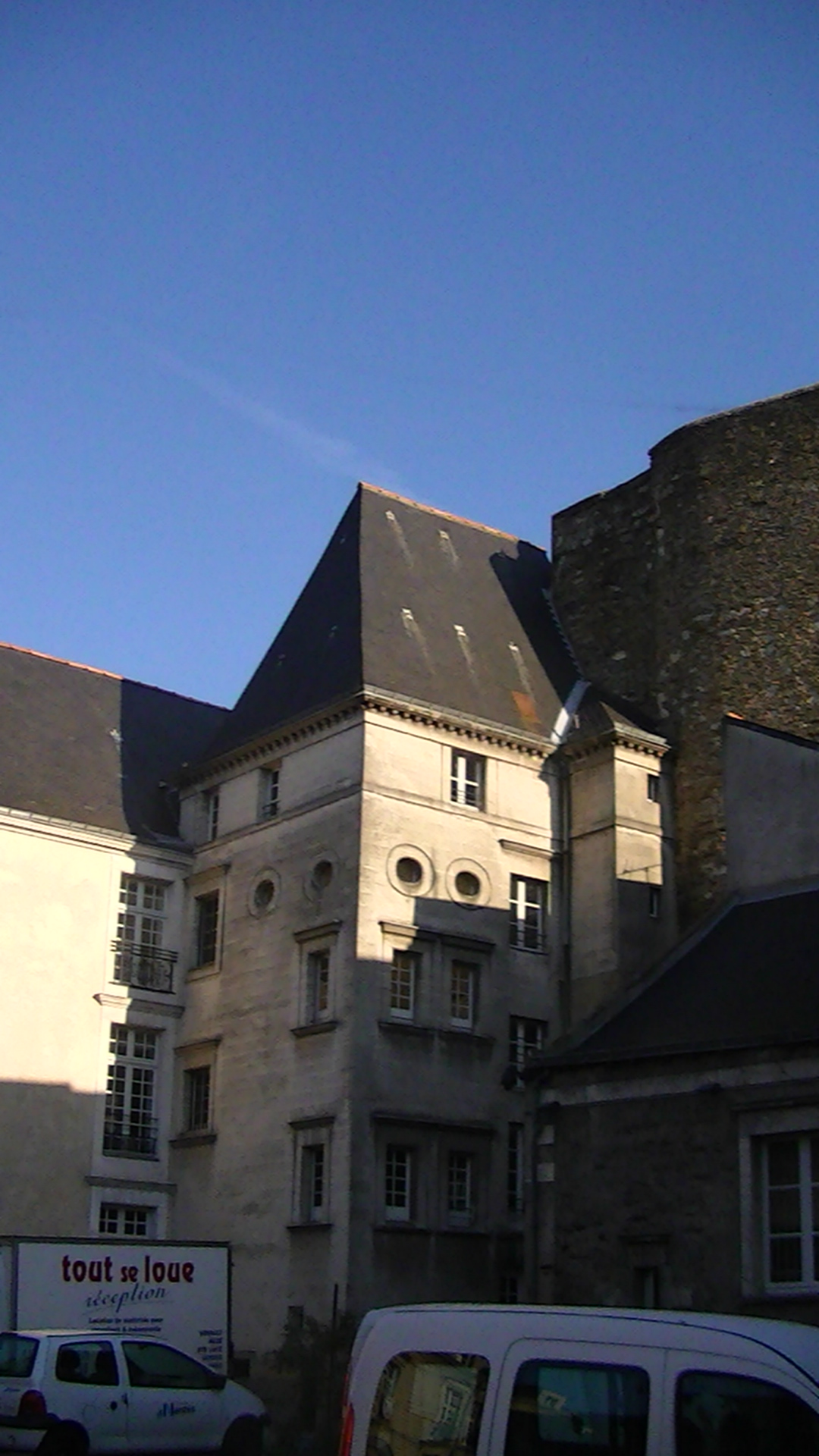
L'hôtel de Monti de Rezé.

En l'absence d'archives, on estime que la construction de l'« hôtel de Monti de Rezé », ou « du président Mignot », n'est probablement pas antérieure au XVIIe siècle. Il a connu plusieurs remaniements entre le XVIIIe siècle et le XIXe siècle, dont la disparition d'une tour carrée en 1875.
Après avoir été la propriété de la famille de Monti de Rezé pendant deux siècles, l'hôtel est vendu à la Ville en 1923.

### Les bâtiments rue Garde-Dieu et rue de Strasbourg

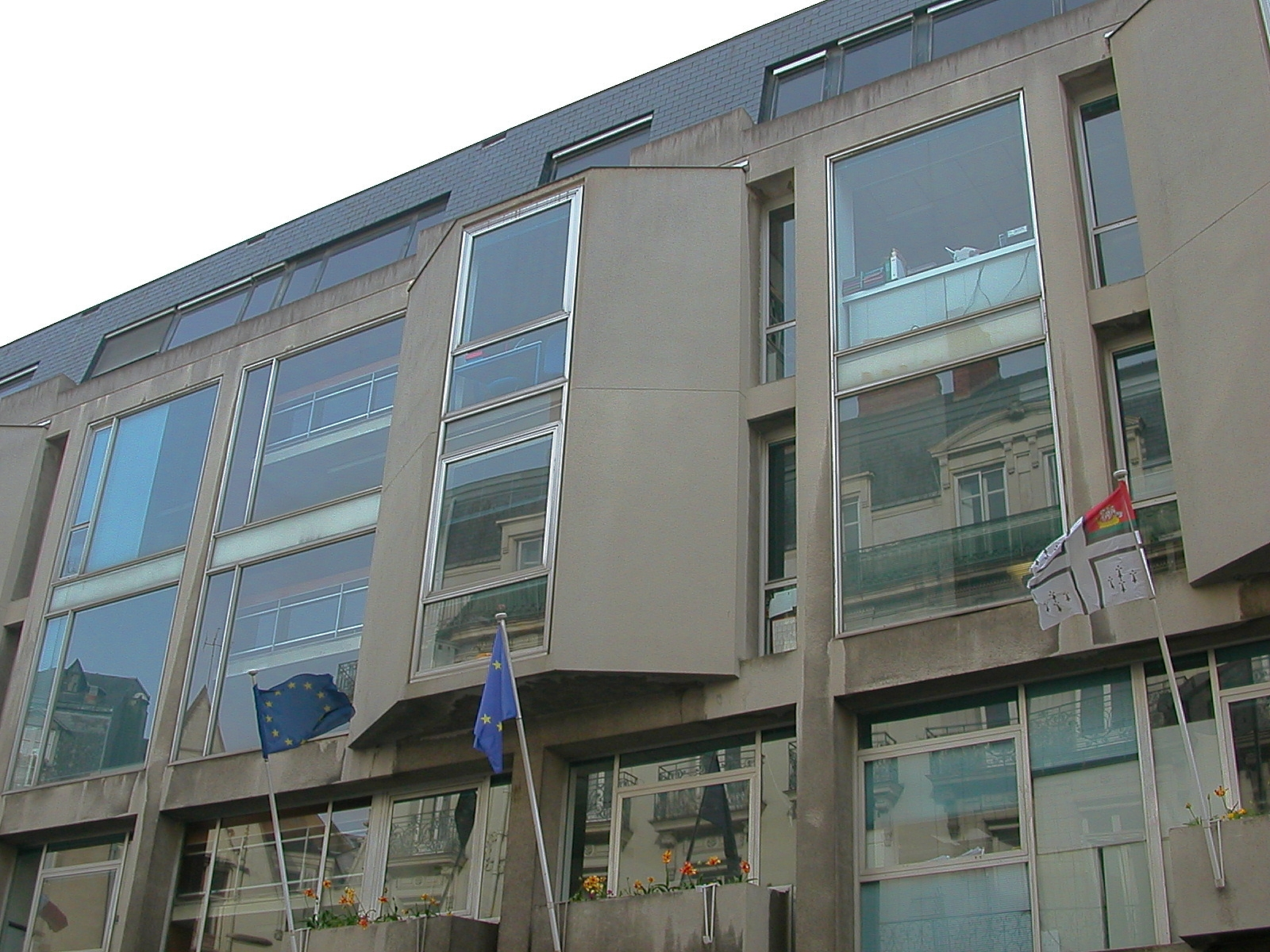
L'édifice construit en 1979, rue de Strasbourg, pour l'accueil du public.

En 1957, une annexe est édifiée rue Garde-Dieu, à l'emplacement de l'ancienne enceinte gallo-romaine qui longeait l'artère sur une soixantaine de mètres, et qui avait été restaurée au Moyen Âge. Le dallage du vestibule d'entrée conserve le tracé de la tour qui se trouvait à cet endroit.
En 1979, ce bâtiment fut complété par une seconde construction qui lui est perpendiculaire et borde la rue de Strasbourg. Dû à l'architecte de la ville Georges Evano, il est aujourd'hui destiné à l'accueil du public.